# 브라만바리아구

방글라데시 브라만바리아구

브라만바리아구(벵골어: ব্রাহ্মণবাড়িয়া জেলা)는 방글라데시 동부에 위치한 구로, 치타공주의 행정 중심지이다. 지리적으로는 대부분 농지이고 지형적으로는 갠지스 평원의 일부이다. 북쪽으로는 키쇼레간지구와 하비간지구, 서쪽으로는 나르싱디구와 나라양간지구, 남쪽으로는 코밀라구, 동쪽으로는 인도 트리푸라주와 접한다. 1984년 2월 15일까지는 코밀라구의 일부였다.

## 인구
2011년 방글라데시 인구 조사에 따르면 브라만바리아구의 인구는 2,840,498명이며, 이 중 1,366,711명은 남성이고 1,473,787명은 여성이다. 농촌 인구는 2,392,005명(84.21%)인 반면 도시 인구는 448,493명(15.79%)이었다. 브라만바리아구는 7세 이상 인구의 문맹률이 45.29%로 남성은 45.74%, 여성은 44.88%였다.

## 경제

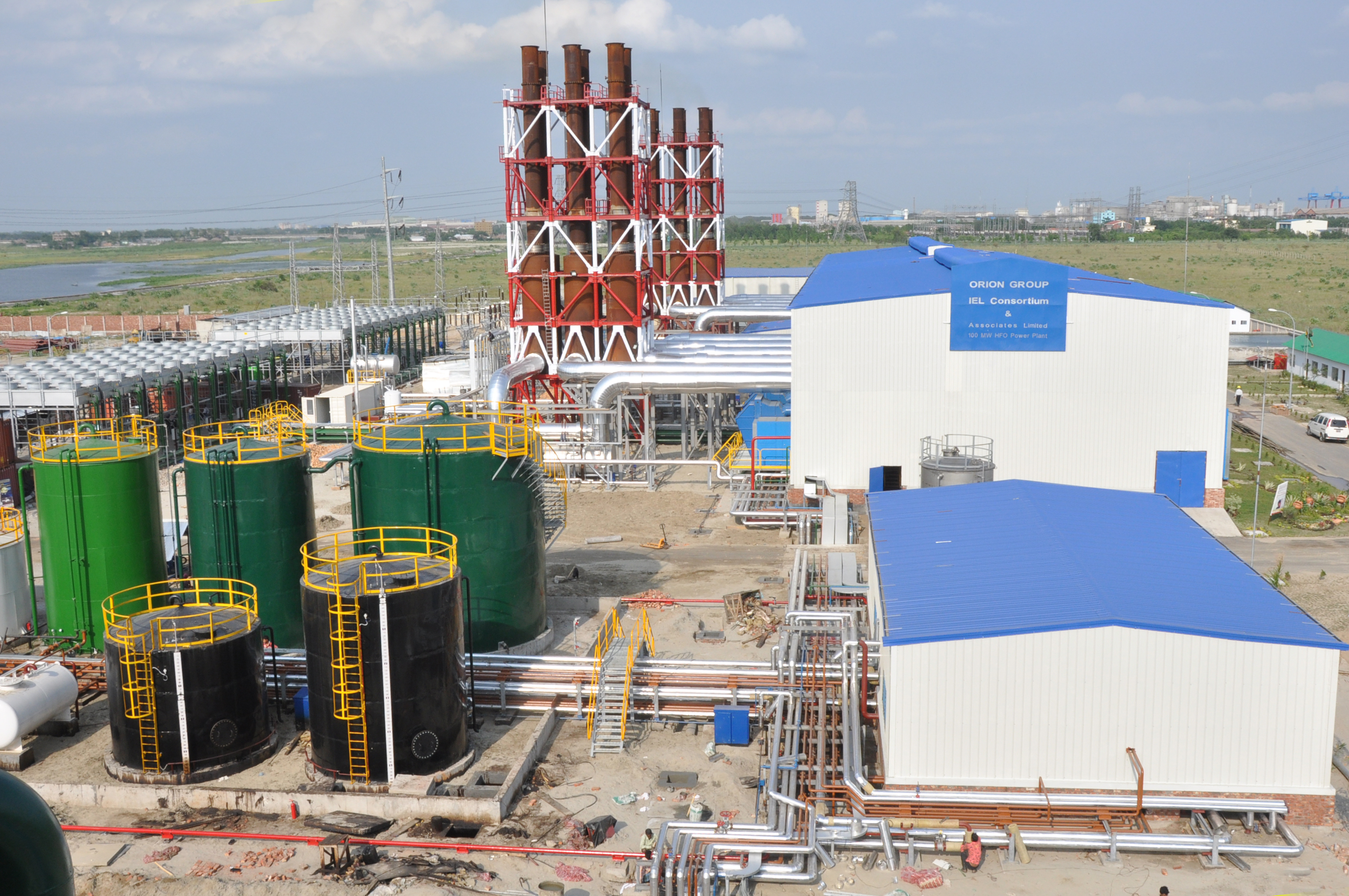
발전소

브라만바리아구는 방글라데시에서 가장 빠르게 성장하는 지역 중 하나이다. 브라만바리아구의 주요 산업은 농업, 어업, 전력과 전기, 천연 가스였다. 인구의 30%가 빈곤의 문턱 아래에 있다. 농업, 산업, 서비스 분야에서 숙련된 1,800,000명의 노동력을 가지고 있다. 2010년 기준으로 3.8%의 실업률을 기록하고 있다.

### 전력 및 가스

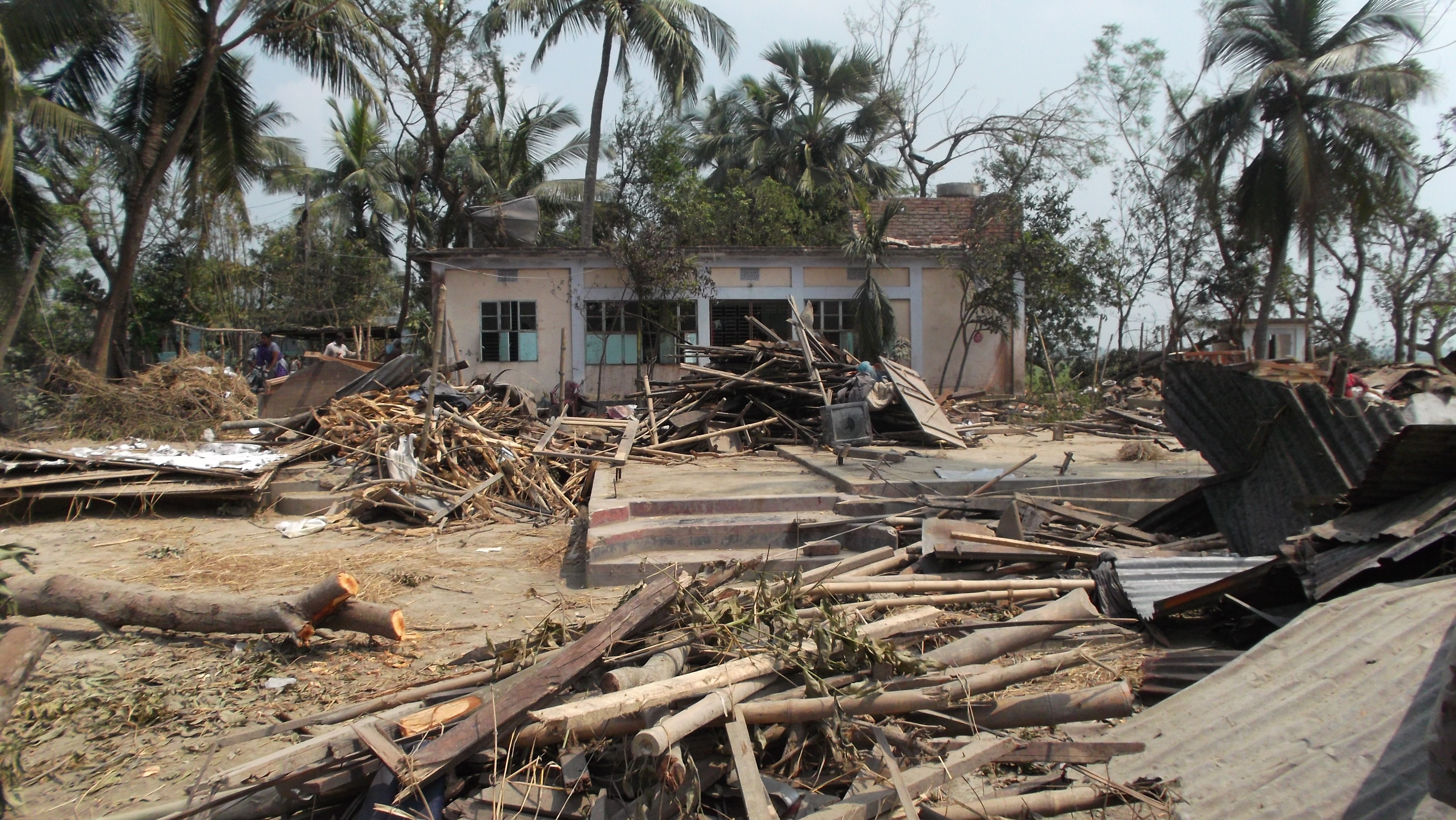
2013년 브라만바리아 토네이도 여파

브라만바리아구의 티타스 가스는 방글라데시에서 가장 큰 가스전이다. 그것은 다카와 국내의 다른 대부분의 지역에 천연 가스를 공급한다. 현재 정부는 새로운 우물을 시추하고 있다.
브라만바리아구의 다른 지역에서는 가스가 발견되었고, 휘발유 가격의 급격한 하락을 초래했다. 방글라데시의 많은 지역의 사람들은 많은 불법적인 방법으로 가스를 사용하고 있다. 이제 정부는 그 문제를 해결하기 위해 노력하고 있다.

### 비판
2015년 브라만바리아구는 정치적 동요로 인해 도로 봉쇄 문제에 직면했다. 사태는 해결되기까지 그리 오래가지 않았다. 이 지역은 또한 두 집단 사이의 충돌에 직면했다. 2015년에 한 남자가 두 집단 사이의 문제에 직면한 이유로 살해되었다. 수렌드라 쿠마르 신하 전 방글라데시 대법원장은 브라만바리아구에서 연설을 하는 동안 밀수가 국가 경제를 해치고 있다고 말했다. 금과 달러가 해외로 빠져나가고 있다고 그는 말했다.